# جان استال
جان استال (انگلیسی: John Stahl؛ زادهٔ ۱۹۵۳ – درگذشتهٔ ٢ مارس ٢٠٢٢ ) هنرپیشه اهل بریتانیا بود.
از فیلم‌ها یا مجموعه‌های تلویزیونی که وی در آن‌ها نقش داشته‌است می‌توان به والار دوهاریس، شهر هالبی و انسان بودن اشاره نمود.